# Stavros Tziortzis

Stavros Tziortzis (links; Startnummer 528) bei den Europameisterschaften 1974 in Rom

Stavros Tziortzis (griechisch Σταύρος Τζιωρτζής, * 15. September 1948 in Famagusta) ist ein ehemaliger griechischer Hürdenläufer und Sprinter.
1969 schied er bei den Europameisterschaften in Athen über 400 Meter Hürden und in der 4-mal-400-Meter-Staffel im Vorlauf aus.
Über 400 Meter Hürden siegte er bei den Mittelmeerspielen 1971, wurde Sechster bei den Olympischen Spielen 1972 in München und Vierter bei den Europameisterschaften 1974 in Rom.
1975 wurde er bei den Halleneuropameisterschaften in Katowice Fünfter über 400 Meter und gewann bei den Mittelmeerspielen Bronze über 400 Meter Hürden.
Im Jahr darauf wurde er bei den Halleneuropameisterschaften 1976 in München Vierter über 400 Meter und erreichte bei den Olympischen Spielen in Montreal über 400 Meter Hürden das Halbfinale.
Bei den Europameisterschaften 1978 in Prag schied er über 400 Meter Hürden im Halbfinale und bei den Halleneuropameisterschaften 1980 in Sindelfingen über 400 Meter im Vorlauf aus.
1974 wurde er Italienischer Hallenmeister über 400 Meter.

## Persönliche Bestzeiten
- 400 m: 46,61 s, 13. August 1978, Thessaloniki
  - Halle: 47,62 s, 21. Februar 1976, München
- 400 m Hürden: 49,66 s, 2. September 1972, München (handgestoppt: 49,5 s, 28. Juni 1972, Athen)